# جان مایال
جان مایال (به انگلیسی: John Brumwell Mayall) (زادهٔ ۲۹ نوامبر ۱۹۳۳-درگذشتهء۲۲ جولای ۲۰۲۴) ترانه‌سرا، خواننده و گیتاریست چیره‌دست انگلیسی سبک بلوز است. وب‌گاه آل‌میوزیک از او با عنوان «مرشد موسیقی بلوز بریتانیا» یاد کرده‌است.
مایال بیش از ۵۰ سال است که در زمینهٔ موسیقی فعال است اما قابل توجه‌ترین بخش دوران فعالیت‌اش مربوط به اواخر دههٔ ۱۹۶۰ میلادی است. او دارندهٔ «نشان افتخار امپراتوری بریتانیا» به‌خاطر خدمات‌اش به موسیقی است و بنیان‌گذار گروه جان مایال اند د بلوزبرکرز بوده‌است.
مایال در جایگاه یک نوازنده با استعداد ذاتی، منشا الهام نوازندگان سرشناسی هم‌چون اریک کلپتن، جک بروس، پیتر گرین، جان مک‌وی، میک فلیتوود، میک تیلور، دان شوگرکین هریس، هاروی مندل، لری تیلور، انسلی دانبار، هیوزی فلینت، جو هایسمن، دیک هک‌ستال-اسمیت، اندی فریزر، جانی آلماند، جان مارک، والتر تروت، کوکو مونتایا و بادی وایتینگتن بوده‌است.